# Ај-Ханум
Ај-Ханум, што значи 'дама месец',  је археолошко налазиште хеленистичког града у провинцији Тахар, у Авганистану. Град, чије је оригинално име непознато, је вероватно основао рани владар Селеукидског царства и служио је као војни и економски центар за владаре Грчко-бактријске краљевине до његовог уништења око 145 п.н.е. Поново откривене 1961. године, рушевине града је ископао француски тим археолога до избијања сукоба у Авганистану касних 1970-их.
Град је вероватно основан између 300. и 285. године пре нове ере од стране званичника по наређењу Селеука I Никатора или његовог сина Антиоха I Сотера, прва два владара династије Селеукида. Постоји могућност да је ово место било познато ранијем Ахеменидском царству, који је у близини основао мало утврђење. Првобитно се сматрало да је Ај-Ханум био основа Александра Великог, можда као Александрија Оксијана, али се ова теорија сада сматра мало вероватном. Смештен на ушћу реке Аму Дарја и реке Коча, окружен добро наводњаваним пољопривредним земљиштем, сам град је био подељен између нижег града и 60 метара високог акропоља. Иако се није налазио на главном трговачком путу, Ај-Ханум је контролисао приступ и рударству у Хиндукушу и стратешки важним тачкама пригушења. Обимна утврђења која су се непрестано одржавала и унапређивала су окруживала град.
Ај-Ханум, који је можда у почетку нарастао у популацији због краљевског покровитељства и присуства ковнице новца у граду, изгубио је одређени значај отцепљењем Грка-Бактријанаца под Диодотом I (око 250 п.н.е). Програми изградње Селеукида су заустављени и град је вероватно постао првенствено војна функција; можда је то била зона сукоба током инвазије на Антиоха III (око 209 — око 205 п.н.е). Ај-Ханум је поново почео да расте под Еутидемом I и његовим наследником Деметријем, који је почео да успоставља контролу над северозападним индијским потконтинентом. Многе од садашњих рушевина потичу из времена Еукратида И, који је значајно преуредио град и који га је можда преименовао у Еукратидеја, по себи. Убрзо након његове смрти око 145 пре нове ере, грчко-бактријско краљевство је пропало — Ај-Ханум су заузели Саки освајачи и генерално је био напуштен, иако су делови града били спорадично окупирани све до 2. века нове ере. Хеленистичка култура у региону би се дуже задржала само у индо-грчким краљевствима.
Док је био у лову 1961. године, краљ Авганистана, Мохамед Захир Шах, поново је открио град. Археолошка делегација, коју је предводио Пол Бернар, откопала је остатке огромне палате у доњем граду, заједно са великом фискултурном салом, позориштем које може да прими 6.000 гледалаца, арсеналом и два светилишта. Пронађено је неколико натписа, заједно са новцем, артефактима и керамиком. Почетак совјетско-авганистанског рата касних 1970-их зауставио је научни напредак и током наредних сукоба у Авганистану, локација је опљачкана.